# Luigi Mistò
Luigi Mistò (ur. 24 czerwca 1952 w Binago) – włoski duchowny katolicki, sekretarz Administracji Dóbr Stolicy Apostolskiej w latach 2011-2015, od 2015 sekretarz Sekcji ds. Administracyjnych Sekretariatu ds. Gospodarczych Stolicy Apostolskiej.

## Życiorys
12 czerwca 1976 otrzymał święcenia kapłańskie i został inkardynowany do archidiecezji mediolańskiej. Po święceniach i studiach w Rzymie został wykładowcą archidiecezjalnego seminarium, zaś w latach 1999-2004 był kanclerzem kurii. W kolejnych latach kierował mediolańskim instytutem studiów religijnych.
7 lipca 2011 został mianowany przez Benedykta XVI sekretarzem Administracji Dóbr Stolicy Apostolskiej, zastępując na tym stanowisku abpa Domenico Calcagno. 14 kwietnia 2015 został przeniesiony na stanowisko sekretarza Sekcji ds. Administracyjnych w Sekretariacie ds. Gospodarczych.